# Clinical Reasoning
Der englische Begriff Clinical Reasoning (CR) wird in der Medizin und den Therapiewissenschaften angewendet. Wortwörtlich übersetzt bedeutet er „klinische Argumentation, Schlussfolgerung, Beweisführung“. Gemeint sind damit Denk-, Handlungs- und Entscheidungsprozesse, welche klinisch tätige Personen (Ärzte, Pflegepersonal, Therapeuten u. a.) entweder allein oder in der Auseinandersetzung mit Berufskollegen und/oder dem betroffenen Patienten treffen.
Gleichzeitig steht der Begriff für verschiedenste wissenschaftliche Ansätze CR-Prozesse zu untersuchen, zu verstehen, zu klassifizieren und zu verbessern. Das Ziel von CR ist das für den individuellen Patienten/Klienten bestmögliche Vorgehen im Rahmen der Erkennung und Benennung einer Krankheit (Diagnostik), ihrer Behandlung (Therapie) und eventuell auch während eines längerdauernden Rehabilitations- und Nachsorgeprozesses.

## CR Säulen
Nach Klemme & Siegmann stellt das Wissen (vgl. auch Evidenzbasierte Medizin, Empirie) der jeweiligen Profession und des in dieser Profession tätigen Klinikers eine der wichtigsten Säulen des CR-Prozesses dar. Dieses Wissen setzt sich z. B. aus biomedizinischem Faktenwissen, aus Wissen zu Handlungsabläufen und nicht zuletzt aus den persönlichen Erfahrungen zusammen. Entscheidend ist aber nicht allein die Menge des angesammelten Wissens, sondern die Fähigkeit, es in der konkreten klinischen Situation gewinnbringend anzuwenden.
Eine zweite Säule im CR-Prozess ist die Kognition. Die Informationsaufnahme und -verarbeitung sowie das Denken über die aktuelle Lage, das Problem des Patienten und die daraus abzuleitenden Maßnahmen kann chronologisch betrachtet vor, während und nach dem Patienten-/Klienten-Kontakt erfolgen. Je nach Reflexionstyp und Situation erfolgt dieser Prozess implizit (eher unbewusst, nicht direkt verbalisierbar) bzw. explizit und damit bewusst. Die klinische Entscheidungsfindung kann über verschiedene Wege erfolgen. Es können Annahmen (Hypothesen) zu möglichen Ursachen oder Zusammenhängen entwickelt werden (hypothetisch-deduktives Reasoning) und diese auf unterschiedlichste Weise (Tests und Assessments, Laborbefunde etc.) bestätigt (verifiziert) oder wieder verworfen – als falsch betrachtet (falsifiziert) - werden.
In Abhängigkeit vom Erfahrungshintergrund können Muster bekannter typischer Krankheitszeichen erkannt und ihnen eine adäquate Vorgehensweise zugeordnet werden. Im Idealfall denkt der Praktiker über sein eigenes Denken nach und unterzieht es immer wieder einer kritischen Überprüfung. Dieser Prozess – die dritte Säule im CR – wird als Metakognition bezeichnet. CR-Abläufe können erlernt, geschult und je nach Aufgaben- und Tätigkeitsbereich spezifiziert werden.

## CR Formen
Feiler unterscheidet sechs CR-Formen:
- Scientific Reasoning: umfasst logisch-sachliches Denken oder auch die wissenschaftliche Seite.
- Interaktives Reasoning: das durch Gefühle, Wahrnehmung und Beobachtung geleitete Denken, die Ebene der Beziehungen.
- Konditionales Reasoning: das durch das Vorstellungsvermögen und die Interpretation des Therapeuten geleitete Denken.
- Narratives Reasoning: das Denken in und durch Geschichten.
- Pragmatisches Reasoning: sachliches Denken und die Fähigkeit nach pragmatischen Gesichtspunkten zu handeln.
- Ethisches Reasoning: durch Einstellungen, Haltungen und Werte bestimmtes Denken.